# 쿠브수랏
쿠브수랏(Khoobsurat, Khubsoorat)은 인도에서 제작된 사샹크 고쉬 감독의 2014년 코미디, 멜로/로맨스 영화이다. 소남 카푸르 등이 주연으로 출연하였다.

## 출연

### 주연
- 소남 카푸르
- 파와드 칸

### 조연
- 라트나 파닥
- 키론 커
- 에디티 라오 히다리
- 카이자드 코트월